# Circuitul Dijon-Prenois

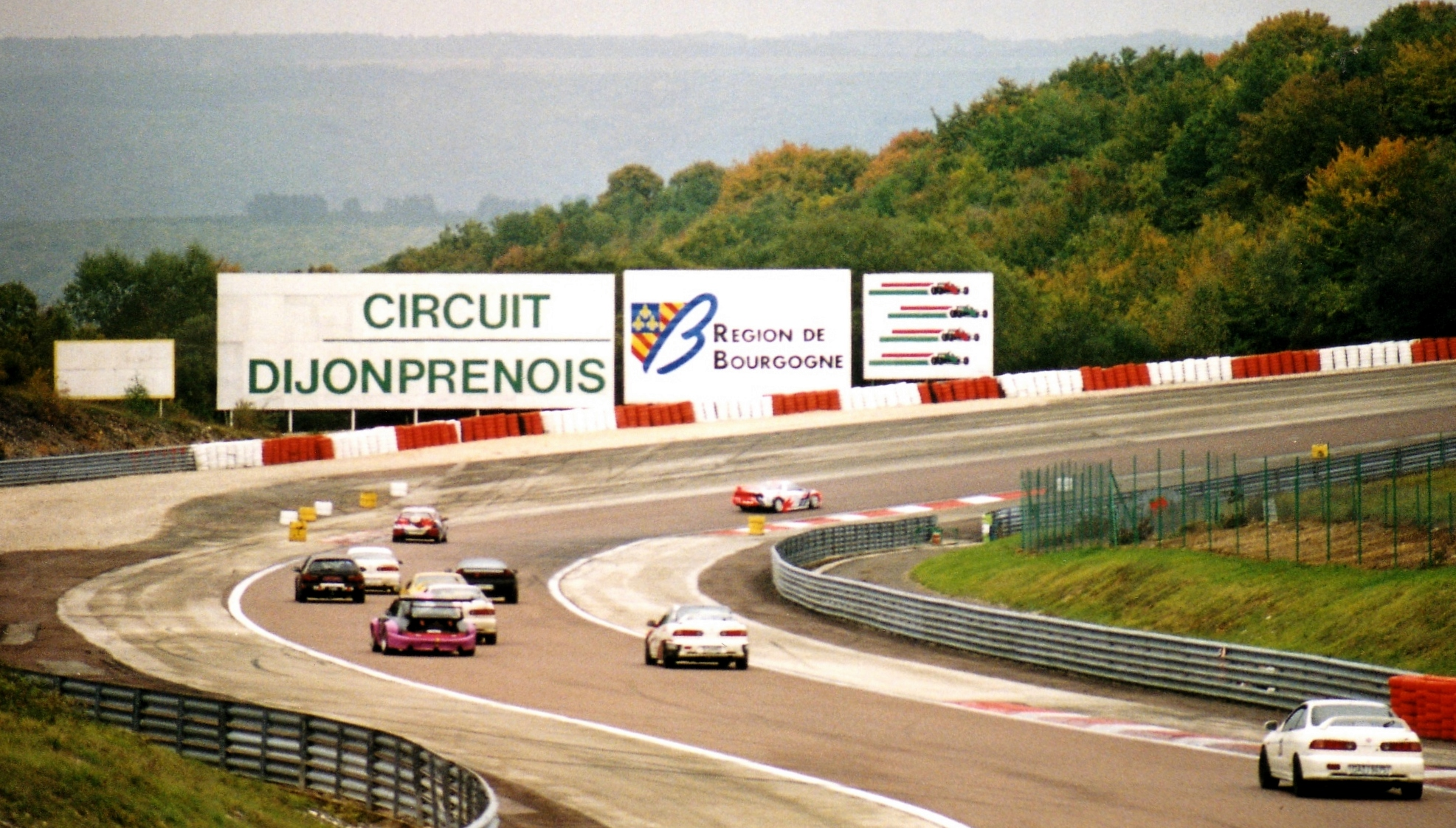
Porţiune din secţiunea adăugată ulterior Circuitului Dijon-Prenois; virajul Parabolique.

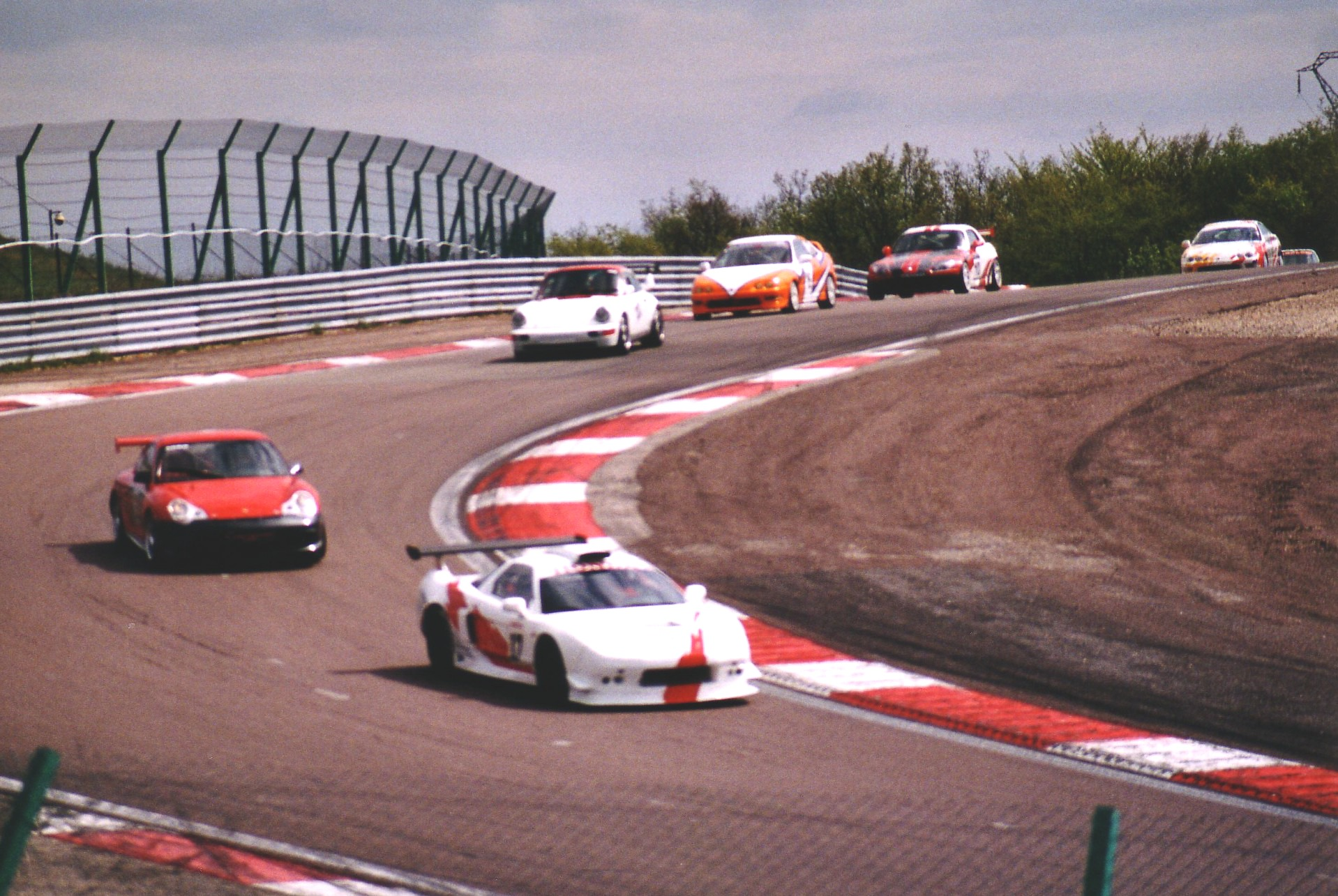
Turul de încălzire al Trofeului European Honda - 2004; virajul Gauche de la bretelle.

Dijon-Prenois este un circuit de automobilism situat în localitatea Prenois, lângă Dijon, Franța. Lungimea acestuia este de 3,801 km (2,361 mile).
Construit în 1972, Dijon-Prenois a găzduit, în Formula 1, Marele Premiu al Franței de cinci ori și Marele Premiu al Elveției o dată, în 1982. Prima cursă de F1 s-a desfășurat în 1974, când lungimea circuitului era de 3,289 km (2 mile); întrucât un tur de pistă se parcurgea în mai puțin de 1 minut, exista o problemă majoră vizavi de traficul aglomerat existent între liderii cursei și piloții întârziați. De aceea, în 1975, circuitul a fost extins și multe dintre virajele sale au fost redesenate. Datorită acestui lucru, F1 a revenit la Dijon în 1977. Întrucât Formula 1 nu s-a mai întors la Dijon din 1984, circuitul găzduiește în prezent diverse curse locale.

## Istoric în Formula 1
În 1981, pilotul francez Alain Prost a obținut aici prima sa victorie într-un Mare Premiu de Formula 1. El se afla atunci la volanul unei mașini Renault.
| Sezon | Mare Premiu               | Dată      | Câștigător            | Constructor   | Detalii |
| ----- | ------------------------- | --------- | --------------------- | ------------- | ------- |
| 1984  | Marele Premiu al Franței  | 20 mai    | Niki Lauda            | McLaren-TAG   | Detalii |
| 1982  | Marele Premiu al Elveției | 29 august | Keke Rosberg          | Williams-Ford | Detalii |
| 1981  | Marele Premiu al Franței  | 5 iulie   | Alain Prost           | Renault       | Detalii |
| 1979  | Marele Premiu al Franței  | 1 iulie   | Jean-Pierre Jabouille | Renault       | Detalii |
| 1977  | Marele Premiu al Franței  | 3 iulie   | Mario Andretti        | Lotus-Ford    | Detalii |
| 1974  | Marele Premiu al Franței  | 7 iulie   | Ronnie Peterson       | Lotus-Ford    | Detalii |